# Sligo
Sligo (forma anglicizzata, AFI: [slaɪɡoʊ]) o Sligeach (in irlandese) è una città dell'Irlanda, capoluogo dell'omonima contea.
Sligo è una county borough con proprio Mayor (sindaco) ma amministrata dallo Sligo County Council.

## Geografia fisica

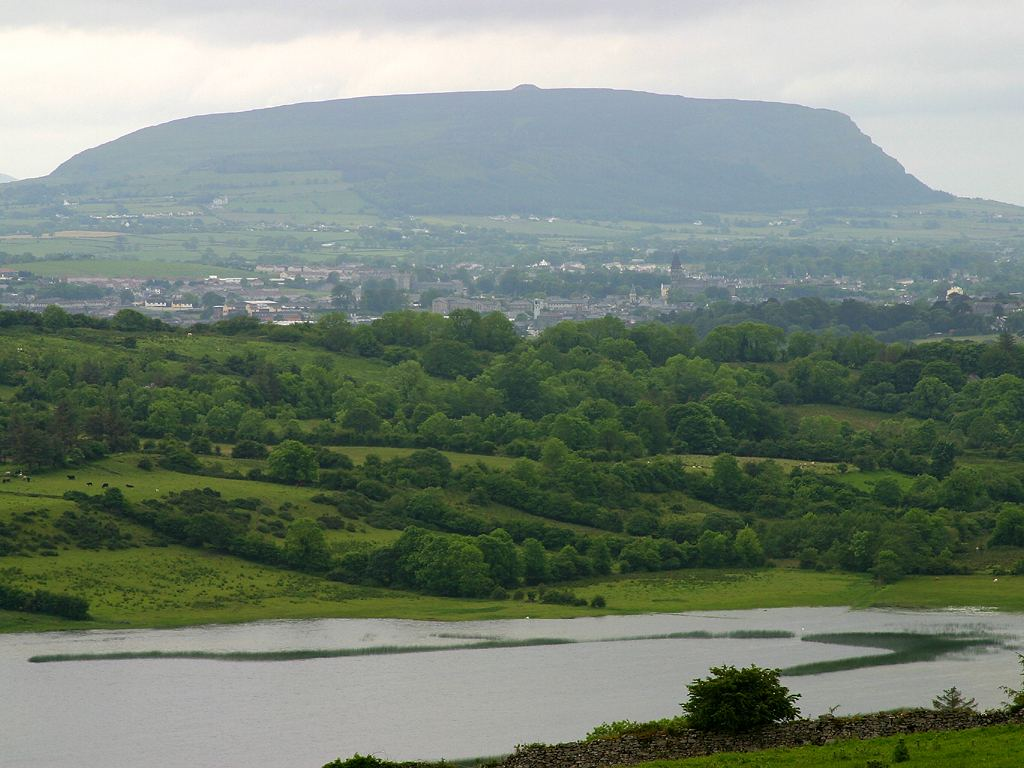
Sligo: Vista da Deerpark con, sullo sfondo, Knocknarea

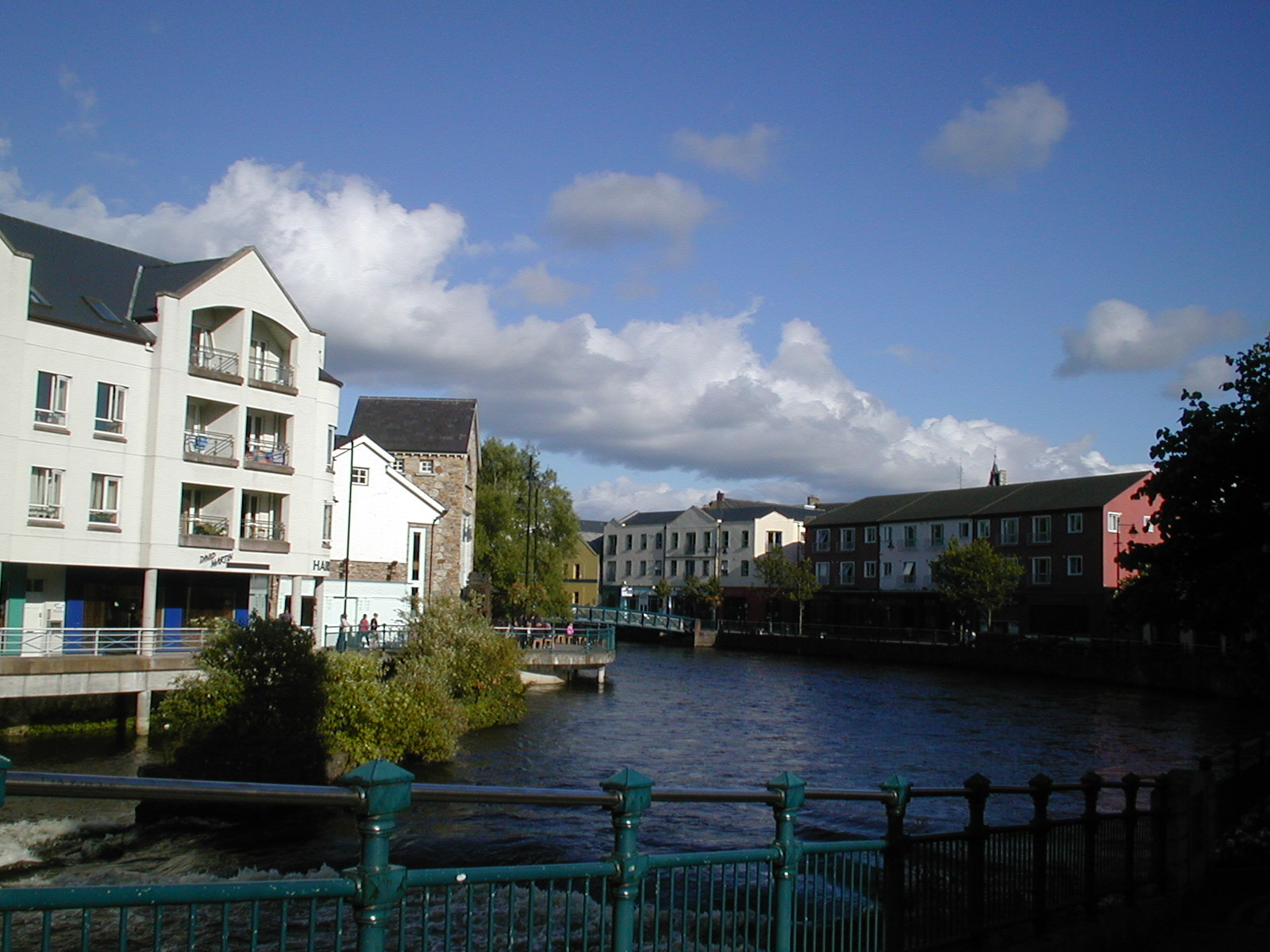
il fiume Garavogue nel centro di Sligo

La città viene definita spesso come Northern gateway (Porta del nord) per la sua posizione strategica e di passaggio obbligato per chi si dirige a nord nel Donegal provenendo dal resto dell'Eire; posizione strategica per i trasporti ma anche per il turismo, visto che è a ridosso di campagna, mare, montagne e laghi e quindi considerata buona base di escursioni e gite: le pendici del monte Benbulben, infatti, sono un elemento caratterizzante dello skyline della cittadina, mentre il celebre Lough Gill è raggiungibile in pochissimo tempo, così come la Baia di Sligo nell'oceano Atlantico.
La città è attraversata dal fiume Garavogue.

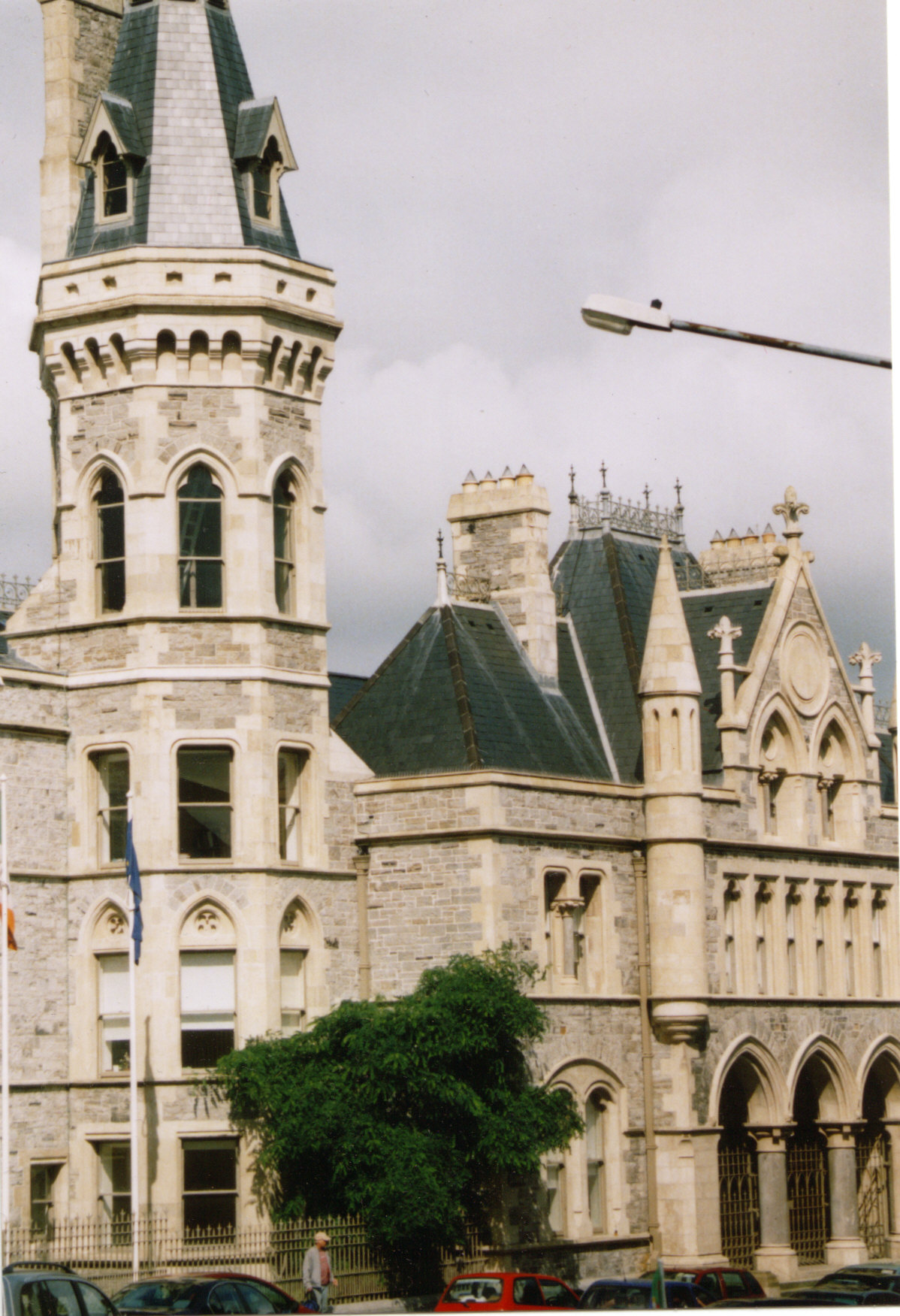
Tribunale di Sligo

## Origini del nome
La parola "Sligo" deriva dalla parola gaelica Sligeach, che letteralmente significa "posto pieno di conchiglie". Il nome infatti all'inizio era proprio del fiume che scorre all'interno della cittadina prima di gettarsi nell'oceano, oggi conosciuto come Garavogue, il quale era ricchissimo di conchiglie di molluschi marini portati dalle correnti oceaniche nell'estuario della foce. Il nome fu esteso alla cittadina dopo che durante la costruzione di numerosi edifici furono trovati ingenti quantità di conchiglie anche sulla terraferma.

## Monumenti e luoghi d'interesse

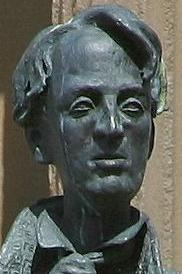
Statua di Yeats

La cultura di Sligo (così come per la contea di cui fa parte) fa spesso riferimento al grande poeta irlandese William Butler Yeats, celebrato nella città con un busto con relativa epigrafe.
Il panorama cittadino è dominato dalla "Cattedrale dell'Immacolata Concezione" (Cathedral of the Immaculate Conception), edificio cattolico sorto nel 1874 su un terreno all'inizio protestante (per questo le porte della cattedrale non danno sulla cittadina), adornato da 69 vetrate e corredato da 9 potenti campane, le quali però non suonano mai per il troppo alto riverbero, pericoloso per la torre campanaria e fastidioso per gli abitanti (si dice che le campane si sentano fino a Grange, 16 km distante da Sligo).
Molto importante anche la City hall (municipio), costruita nel 1865 seguendo uno stile rinascimentale italiano: la considerevole torre dell'orologio centrale fu aggiunta successivamente.
Da citare, inoltre, la Sligo Abbey (nome ufficiale Convent of the Holy Cross), costruita fra il 1252-1253, luogo di meditazione di frati domenicani, ma anche la Courthouse (tribunale), costruita in arenaria proveniente da Mountcharles (Donegal) in epoca vittoriana con forti richiami al tribunale di Londra.
Sligo è sede dell'Institute of Technology, Sligo.
Lista dei monumenti:
- The Western Wholesale Building
- Cappella Metodista (The Methodist Chapel)
- Monumento alla Carestia (The Famine Monument)
- Municipio (Town Hall)
- The Yeats Memorial Building
- Allied Irish Bank
- Galleria Niland (Niland Gallery)
- Masonic Hall
- Calry Church
- Abbazia di Sligo (Sligo Abbey)
- Tribunale (Courthouse)
- Monumento a Lady Erin
- Cattedrale di San Giovanni Battista (Cathedral of St John the Baptist)
- Cattedrale dell'Immacolata Concezione (Cathedral of the Immaculate Conception)

## Infrastrutture e trasporti
Collegata con gli altri aeroporti nazionali tramite un modesto impianto a Strandhill, Sligo è raggiunta via terra dalla N4 che la collega direttamente a Dublino. La N15 a nord la collega con Donegal e Letterkenny, la N16 viene dal Leitrim mentre la N17 proveniente da Galway confluisce poco prima nella N4, così come la N59 da Ballina.
La città è servita inoltre da un treno intercity collegato direttamente a Dublino.

## Sport
La squadra principale della città è lo Sligo Rovers.
Qua è nato il pilota automobilistico Dave Kennedy.

## Amministrazione

### Gemellaggi
- Crozon
- Illapel
- Kempten im Allgäu
- Tallahassee[4]